# Рацемозне цвасти
Рацемозне цвасти (гроздасте, центрипеталне, моноподијалне) су врста цвасти које се гранају моноподијално. Њихова осовина дуго расте и образује бочне цветове, а на крају се и сама завршава цветом. По начину отварања цветова спадају у центрипеталне (цветови се отварају од дна ка врху). Рацемозне цвасти се деле на две групе:
1. просте рацемозне цвасти и
2. сложене рацемозне цвасти

Код простих рацемозних цвасти, цветови се налазе на главној осовини цвасти, док се код сложених цветови налазе на бочним осовинама. Код сложених цвасти, на главној осовини се не налазе цветови већ пуно мањих простих рацемозних цвасти.
У просте рацемозне цвасти спадају:
- грозд (лат. racemus)
- клас
- клип
- реса
- гроња (лат. corymbus)
- штит
- главица (лат. capitulum)

- грозд
- клас
- клип
- реса
- гроња
- штит
- главица

У сложене рацемозне цвасти спадају:
- метлица (лат. panicula)
- сложени клас (лат. spica spiculifera)
- сложени штит (лат. umbella composita)
- сложена гроња (штитолика метлица)

- метлица
- Сложен клас
- сложен штит